# En ny bunke tricks
En ny bunke tricks är Åtta Bier Ti Min Fars allra sista CD och släpptes 1998 på bandets eget bolag Raka Puckar Records. 

## Låtar på albumet
| Nr  | Titel                           |                                                |
| --- | ------------------------------- | ---------------------------------------------- |
| 1.  | Landsvägen e mitt him           |                                                |
| 2.  | Den billige leverkorven         |                                                |
| 3.  | Plastkalendern                  |                                                |
| 4.  | Den flickan e ente ti o leka me |                                                |
| 5.  | Runtenom hörnet                 |                                                |
| 6.  | Ale stenar                      |                                                |
| 7.  | Visselmannen                    |                                                |
| 8.  | Nick Leeson                     |                                                |
| 9.  | Ikväll har flaskan sviket maj   | Översättning av Tonight the bottle let me down |
| 10. | Söndret hjärta                  |                                                |
| 11. | Glada hatten                    |                                                |
| 12. | Så söt tös                      |                                                |
| 13. | En ny bunke tricks              |                                                |